# Намір (театр)
Намір — львівський молодіжний аматорський театр.

## Історія
Громадська організація молодіжний аматорський театр «Намір» був створений 25 вересня 2006 року та досі діє у місті Львові. Дебютував театр 14 квітня 2006 року із виставою «І безсмертні помирають…», що була присвячена біографії та творчості легендарного Фредді Меркурі. Опісля вже у 2007 році актори-аматори презентували другу постановку «Боже-Вільна!», що торкалась теми божевільного світу для божевільних людей.
У 2008 році «Намір» показав у Львові виставу за сценарієм московського драматурга Ірини Чечіної «Везучая». Сценарій увійшов до десятки найкращих драм Росії.
У 2009 році була також показана міні-вистава «Мить» за передсмертним листом Габріеля-Гарсії Маркеса.
2010 року відбулась прем'єра постановки "Годинник скаже: «Бувай!», присвячена темі СНІДу.
2011 року львівські актори показали доволі відверту виставу для жінок «Квінтет однієї інтимності», з якою вперше відвідали столицю України, Київ. Вистава досі у репертуарі театру, та щоразу збирає аншлаги.
17 листопада 2012 року театр поставив виставу «Спіраль Бруно», основану на реальних фактах — біографії німецького серійного вбивці Бруно Людке та німецької революціонерки Ольги Бенаріо-Престес. Події вистави відбувались у 40-х роках XX століття.
У 2013 році — сатирична драма «Глибока Риба», що розповідає про будні патологоанатомів. Вистава отримала найвищі нагороди на міжнародному фестивалі «Південні Маски» у місті Миколаїв, Україна. Також досі є у репертуарі театру.
У 2016 році — прем'єра пластичної вистави «Срібний Жук» за твором Едгара Аллана По «Золотий Жук». Діюча у репертуарі театру.
Майже усі свої постановки «Намір» робить за сценаріями режисера, Ірини Задорожної. Погляд на театр загалом «Намір» висловлює доволі неординарно, залучаючи до своїх показів усе нову та нову публіку.
Театр працює та виступає у місті Львів, Україна.
«Намір» брав участь у багатьох конкурсах та фестивалях, зокрема «Драбина» (м. Львів), «Південні Маски» (м. Миколаїв), «Театральний бум» (м. Одеса) та інші. Має численні нагороди.